# الدوري المصري الممتاز 2022–23
الدوري المصري الممتاز 2022–23 هو الموسم الرابع والستون من الدوري المصري الممتاز لأندية كرة القدم منذ إنشائه في عام 1948. بدأ الموسم في 18 أكتوبر 2022 وإنتهى في 26 يوليو 2023. تم الإعلان عن مباريات الدوري في 9 أكتوبر 2022.

## التوقيت
في 6 سبتمبر 2021، أعلن الاتحاد المصري لكرة القدم أن النسخة الجديدة من الدوري المصري الممتاز ستبدأ 25 أكتوبر 2021
الدوري المصري الممتاز 2022–23 هي النسخة الرابعة والستون من البطولة منذ تأسيسها عام 1948، من المقرر أن تبدأ في الأسبوع الأول من شهر أكتوبر 2022.
كما أصدر اتحاد كرة القدم عدة قرارات بخصوص شئون اللاعبين والمسابقات وغيرها 
- كشف عامر حسين، عضو مجلس إدارة اتحاد الكرة المصري، عن ارتباطات الكرة المصرية في الموسم الجديد، والذي ينطلق يوم 18 أكتوبر/تشرين أول الجاري.[7]
- كما أعلن أحمد دياب، رئيس رابطة الأندية المحترفة، زيادة أعداد الجماهير في الدوري خلال الموسم الجديد، والمقرر أن ينطلق خلال شهر أكتوبر/تشرين أول الجاري.[8]

## قرعة الدوري
أسفرت قرعة الدوري الممتاز للموسم الجديد، عن إقامة مباراة القمة بين الأهلي والزمالك في الجولة الـ14 من المسابقة المحلية.

## الأندية
يتنافس 18 فريقًا في البطولة؛ الخمس عشرة الأوائل من البطولة ذاتها في الموسم السابق، بالإضافة لثلاث فرق متأهلة من الدرجة الثانية عن الموسم السابق أيضًا وهم نادي حرس الحدود عن مجموعة بحري ونادي الداخلية عن مجموعة القاهرة ونادي أسوان عن مجموعة الصعيد.

### المدربون والملاعب والمحافظة
الأهلي

البنك الأهلي

الداخلية

طلائع الجيش

الزمالك

المقاولون العرب

إنبي

بيراميدز

سيراميكا كليوباترا

فيوتشر

الاتحاد السكندري

حرس الحدود

فاركو

سموحة

| النادي              | المدرب العمر                             | التعاقد    | المدة                      | المحافظة    | الملعب (السعة)                                        | ملاحظات                    |
| ------------------- | ---------------------------------------- | ---------- | -------------------------- | ----------- | ----------------------------------------------------- | -------------------------- |
| فيوتشر              | علي ماهر 51 سنوات و105 أيام              | 03/09/2021 | 3 سنوات، و6 شهور، و15 أيام | القاهرة     | ستاد السلام (30,000)                                  | أقدم مدربي الدوري حتى الآن |
| حرس الحدود          | أحمد أيوب 53 سنوات و225 أيام             | 27/06/2022 | 2 سنوات، و8 شهور، و19 أيام | الإسكندرية  | ستاد حرس الحدود (22,000)                              | صعد من دوري الدرجة الثانية |
| المقاولون العرب     | شوقي غريب 66 سنوات و20 أيام              | 3/8/2022   | 2 سنوات، و7 شهور، و15 أيام | القاهرة     | ملعب المقاولون العرب (30,000)                         |                            |
| الاتحاد السكندري    | زوران مانولوفيتش 62 سنوات و240 أيام      | 6/9/2022   | 2 سنوات، و6 شهور، و12 أيام | الإسكندرية  | ستاد الإسكندرية (19,600)                              |                            |
| الأهلي              | مارسيل كولر 64 سنوات و127 أيام           | 10/9/2022  | 2 سنوات، و6 شهور، و8 أيام  | القاهرة     | ستاد السلام (30,000)                                  |                            |
| أسوان               | أيمن الرمادي 60 سنوات و17 أيام           | 06/11/2022 | 2 سنوات، و4 شهور، و12 أيام | أسوان       | ستاد أسوان (20,000)                                   | صعد من دوري الدرجة الثانية |
| بيراميدز            | جايمي باتشيكو 66 سنوات و239 أيام         | 05/01/2023 | 2 سنوات، و2 شهور، و13 أيام | القاهرة     | ملعب الدفاع الجوي (30,000)                            | مركز تاني                  |
| البنك الأهلي المصري | نيكوديموس بابافاسيليو 54 سنوات و199 أيام | 25/1/2023  | 2 سنوات، و1 شهر، و21 أيام  | القاهرة     | ملعب بتروسبورت (18,000)                               |                            |
| سموحة               | أحمد سامي 52 سنوات و76 أيام              | 25/1/2023  | 2 سنوات، و1 شهر، و21 أيام  | الإسكندرية  | ملعب برج العرب (82,000) ستاد الإسكندرية (13,600)      | أصغر مدربي الدوري          |
| الداخلية            | علاء عبد العال 59 سنوات و348 أيام        | 28/01/2023 | 2 سنوات، و1 شهر، و18 أيام  | القاهرة     | ستاد الشرطة (20,000)                                  | صعد من دوري الدرجة الثانية |
| إنبي                | تامر مصطفى 49 سنوات و344 أيام            | 04/02/2023 | 2 سنوات، و1 شهر، و14 أيام  | القاهرة     | ملعب بتروسبورت (25,000)                               |                            |
| الإسماعيلي          | حمزة الجمل 53 سنوات و16 أيام             | 23/02/2023 | 2 سنوات، و23 أيام          | الإسماعيلية | استاد الإسماعيلية (16,600)                            |                            |
| الزمالك             | خوان كارلوس أوسوريو 63 سنوات و283 أيام   | 14/04/2023 | 1 سنة، و11 شهور، و4 أيام   | الجيزة      | ستاد القاهرة الدولي (75,000)                          | حامل اللقب                 |
| المصري              | ميمي عبد الرازق 65 سنوات و64 أيام        | 07/05/2023 | 1 سنة، و10 شهور، و11 أيام  | بورسعيد     | ملعب برج العرب (82,000)                               |                            |
| سيراميكا كليوباترا  | حلمي طولان 75 سنوات و108 أيام            | 21/5/2023  | 1 سنة، و9 شهور، و25 أيام   | الجيزة      | ملعب بتروسبورت (45,000) ملعب المقاولون العرب (30,000) | أكبر مدربي الدوري          |
| طلائع الجيش         | عبد الحميد بسيوني 53 سنوات و6 أيام       | 31/05/2023 | 1 سنة، و9 شهور، و18 أيام   | القاهرة     | ستاد جهاز الرياضة (28,500)                            |                            |
| غزل المحلة          | خالد عيد 60 سنوات و354 أيام              | 03/7/2023  | 1 سنة، و8 شهور، و15 أيام   | الغربية     | ملعب المحلة (20,000)                                  |                            |
| فاركو               | برونو روماو 41 سنوات و70 أيام            | 04/7/2023  | 1 سنة، و8 شهور، و14 أيام   | الإسكندرية  | ملعب برج العرب (82,000) ستاد الإسكندرية (13,600)      | أحدث مدربي الدوري          |

| أقدم مدربي الدوري |
| أحدث مدربي الدوري |

### تغيرات المدربين
| #  | الفريق              | المدرب الراحل         | سبب الرحيل         | تاريخ الرحيل   | مركز الفريق | المدرب الجديد         | تاريخ التعيين  |
| -- | ------------------- | --------------------- | ------------------ | -------------- | ----------- | --------------------- | -------------- |
| 1  | طلائع الجيش         | علاء عبد العال        | استقالة            | 2 نوفمبر 2022  | 12          | محمد يوسف             | 3 نوفمبر 2022  |
| 2  | أسوان               | ربيع ياسين            | استقالة            | 29 أكتوبر 2022 | 18          | أيمن الرمادي          | 6 نوفمبر 2022  |
| 3  | البنك الأهلي المصري | خالد جلال             | فسخ التعاقد        | 30 نوفمبر 2022 | 8           | حلمي طولان            | 1 ديسمبر 2022  |
| 4  | المصري              | إيهاب جلال            | استغناء            | 3 ديسمبر 2022  | 9           | طارق سليمان           | 3 ديسمبر 2022  |
| 5  | الإسماعيلي          | خوان كارلوس غاريدو    | فسخ التعاقد        | 11 ديسمبر 2022 | 16          | أيمن الجمل            | 11 ديسمبر 2022 |
| 6  | المصري              | طارق سليمان           | مدرب مؤقت          | 14 ديسمبر 2022 | 15          | حسام حسن              | 14 ديسمبر 2022 |
| 7  | فاركو               | ألميدا مديرا          | إقالة              | 17 ديسمبر 2022 | 9           | إيهاب جلال            | 17 ديسمبر 2022 |
| 8  | إنبي                | أحمد كشري             | إقالة              | 20 ديسمبر 2022 | 15          | هاني عبد الله         | 20 ديسمبر 2022 |
| 9  | إنبي                | هاني عبد الله         | مدرب مؤقت          | 25 ديسمبر 2022 | 17          | طلعت يوسف             | 25 ديسمبر 2022 |
| 10 | الإسماعيلي          | أيمن الجمل            | فسخ التعاقد        | 27 ديسمبر 2022 | 16          | أحمد حسام ميدو        | 27 ديسمبر 2022 |
| 11 | بيراميدز            | تاكيس جونياس          | إقالة              | 4 يناير 2023   | 4           | جايمي باتشيكو         | 05 يناير 2023  |
| 12 | غزل المحلة          | نيكوديموس بابافاسيليو | إقالة              | 8 يناير 2023   | 7           | عبد الباقي جمال       | 8 يناير 2023   |
| 13 | البنك الأهلي المصري | حلمي طولان            | فسخ التعاقد        | 11 يناير 2023  | 14          | أمير عبد العزيز       | 11 يناير 2023  |
| 14 | فاركو               | إيهاب جلال            | استقالة            | 24 يناير 2023  | 13          | أحمد خطاب             | 24 يناير 2023  |
| 15 | الزمالك             | جوسفالدو فيريرا       | إقالة              | 24 يناير 2023  | 5           | أسامة نبيه            | 24 يناير 2023  |
| 16 | البنك الأهلي المصري | أمير عبد العزيز       | مدرب مؤقت          | 25 يناير 2023  | 16          | نيكوديموس بابافاسيليو | 25 يناير 2023  |
| 17 | سموحة               | طارق العشري           | إقالة              | 24 يناير 2023  | 11          | أحمد سامي             | 25 يناير 2023  |
| 18 | سيراميكا كليوباترا  | أحمد سامي             | فسخ التعاقد        | 24 يناير 2023  | 10          | معين الشعباني         | 26 يناير 2023  |
| 19 | فاركو               | أحمد خطاب             | مدرب مؤفت          | 24 يناير 2023  | 13          | طارق العشري           | 24 يناير 2023  |
| 20 | الداخلية            | رضا شحاتة             | إقالة              | 28 يناير 2023  | 15          | علاء عبد العال        | 28 يناير 2023  |
| 21 | إنبي                | طلعت يوسف             | اسقالة             | 3 فبراير 2023  | 16          | تامر مصطفى            | 4 فبراير 2023  |
| 22 | الزمالك             | أسامة نبيه            | بالتراضي           | 2 فبراير 2023  | 4           | جوسفالدو فيريرا       | 2 فبراير 2023  |
| 23 | طلائع الجيش         | محمد يوسف             | بالتراضي           | 9 فبراير 2023  | 13          | عماد النحاس           | 9 فبراير 2023  |
| 24 | الإسماعيلي          | أحمد حسام ميدو        | إقالة              | 22 فبراير 2023 | 17          | حمزة الجمل            | 23 فبراير 2023 |
| 25 | الزمالك             | جوسفالدو فيريرا       | بالتراضي           | 22 مارس 2023   | 5           | أحمد عبد المقصود      | 22 مارس 2023   |
| 26 | الزمالك             | أحمد عبد المقصود      | إقالة              | 5 أبريل2023    | 5           | مدحت عبد الهادي       | 6 أبريل 2023   |
| 27 | الزمالك             | مدحت عبد الهادي       | إقالة              | 14 أبريل 2023  | 4           | خوان كارلوس أوسوريو   | 14 أبريل 2023  |
| 28 | غزل المحلة          | عبد الباقي جمال       | استقالة            | 27 أبريل 2023  | 12          | رضا شحاتة             | 27 أبريل 2023  |
| 29 | المصري              | حسام حسن              | إقالة              | 6 مايو 2023    | 8           | ميمي عبد الرازق       | 07 مايو 2023   |
| 30 | سيراميكا كليوباترا  | معين الشعباني         | إستقالة            | 21 مايو 2023   | 11          | حلمي طولان            | 21 مايو 2023   |
| 31 | طلائع الجيش         | عماد النحاس           | إقالة              | 30 مايو 2023   | 17          | عبد الحميد بسيوني     | 31 مايو 2023   |
| 32 | غزل المحلة          | رضا شحاتة             | إقالة              | 2 يوليو 2023   | 17          | خالد عيد              | 3 يوليو 2023   |
| 33 | فاركو               | رضا شحاتة             | فسخ العقد بالتراضي | 3 يوليو 2023   | 9           | برونو روماو           | 4 يوليو 2023   |

## ترتيب الدوري
| م  | الفريق             | لعب | ف  | ت  | خ  | أ.له | أ.ع | أ.ف | نقاط | التأهل أو الهبوط                              |
| -- | ------------------ | --- | -- | -- | -- | ---- | --- | --- | ---- | --------------------------------------------- |
| 1  | الأهلي             | 34  | 25 | 8  | 1  | 63   | 13  | +50 | 83   | يتأهل إلى دوري أبطال إفريقيا 2023–24          |
| 2  | بيراميدز           | 34  | 22 | 7  | 5  | 58   | 24  | +34 | 73   | يتأهل إلى دوري أبطال إفريقيا 2023–24          |
| 3  | الزمالك            | 34  | 17 | 9  | 8  | 52   | 36  | +16 | 60   | يتأهل إلى كأس الكونفيدرالية الإفريقية 2023–24 |
| 4  | فيوتشر             | 34  | 15 | 13 | 6  | 34   | 23  | +11 | 58   | يتأهل إلى كأس الكونفيدرالية الإفريقية 2023–24 |
| 5  | المصري             | 34  | 11 | 15 | 8  | 34   | 33  | +1  | 48   |                                               |
| 6  | إنبي               | 34  | 13 | 6  | 15 | 34   | 40  | −6  | 45   |                                               |
| 7  | المقاولون العرب    | 34  | 9  | 17 | 8  | 35   | 33  | +2  | 44   |                                               |
| 8  | الاتحاد السكندري   | 34  | 12 | 7  | 15 | 36   | 43  | −7  | 43   |                                               |
| 9  | فاركو              | 34  | 9  | 15 | 10 | 31   | 34  | −3  | 42   |                                               |
| 10 | سموحة              | 34  | 10 | 12 | 12 | 36   | 43  | −7  | 42   |                                               |
| 11 | الإسماعيلي         | 34  | 9  | 13 | 12 | 35   | 38  | −3  | 40   |                                               |
| 12 | البنك الأهلي       | 34  | 9  | 12 | 13 | 35   | 40  | −5  | 39   |                                               |
| 13 | سيراميكا كليوباترا | 34  | 7  | 16 | 11 | 31   | 32  | −1  | 37   |                                               |
| 14 | طلائع الجيش        | 34  | 8  | 12 | 14 | 33   | 45  | −12 | 36   |                                               |
| 15 | الداخلية           | 34  | 7  | 14 | 13 | 32   | 43  | −11 | 35   |                                               |
| 16 | أسوان              | 34  | 8  | 9  | 17 | 31   | 45  | −14 | 33   | يهبط إلى دوري الدرجة الثانية (أ) 2023–24      |
| 17 | غزل المحلة         | 34  | 8  | 9  | 17 | 26   | 47  | −21 | 33   | يهبط إلى دوري الدرجة الثانية (أ) 2023–24      |
| 18 | حرس الحدود         | 34  | 5  | 10 | 19 | 21   | 45  | −24 | 25   | يهبط إلى دوري الدرجة الثانية (أ) 2023–24      |

## نتائج المباريات
| المضيف \ الضيف     | الأهلي | أسوان | سيراميكا كيلوباترا | الداخلية | إنبي | فيوتشر | غزل المحلة | حرس الحدود | الإسماعيلي | الاتحاد السكندري | المصري | المقاولون العرب | البنك الأهلي | فاركو | بيراميدز | سموحة | طلائع الجيش | الزمالك |
| ------------------ | ------ | ----- | ------------------ | -------- | ---- | ------ | ---------- | ---------- | ---------- | ---------------- | ------ | --------------- | ------------ | ----- | -------- | ----- | ----------- | ------- |
| الأهلي             | —      | 1–0   | 1–0                | 1–1      | 2–0  | 1–1    | 3–0        | 1–1        | 1–0        | 3–0              | 0–0    | 2–1             | 1–0          | 3–0   | 3–0      | 0–0   | 2–1         | 4–1     |
| أسوان              | 0–3    | —     | 1–1                | 2–4      | 2–0  | 1–2    | 0–1        | 1–1        | 0–0        | 0–1              | 3–1    | 1–1             | 1–2          | 1–0   | 0–3      | 1–1   | 2–2         | 2–1     |
| سيراميكا كليوباترا | 1–1    | 3–2   | —                  | 0–0      | 0–1  | 2–3    | 0–0        | 2–1        | 1–1        | 0–0              | 3–0    | 0–0             | 2–1          | 0–0   | 2–1      | 0–2   | 0–0         | 0–2     |
| الداخلية           | 1–4    | 1–2   | 0–0                | —        | 1–1  | 0–1    | 2–1        | 1–1        | 0–1        | 1–2              | 0–1    | 1–2             | 3–3          | 0–0   | 2–1      | 0–0   | 0–0         | 1–1     |
| إنبي               | 0–2    | 2–0   | 1–0                | 0–0      | —    | 2–3    | 1–0        | 0–0        | 1–2        | 1–0              | 1–2    | 2–1             | 2–1          | 2–1   | 1–1      | 0–2   | 0–0         | 1–1     |
| فيوتشر             | 0–0    | 2–1   | 1–0                | 0–1      | 1–0  | —      | 1–0        | 1–0        | 0–0        | 1–0              | 1–1    | 0–0             | 3–0          | 0–0   | 1–1      | 1–1   | 0–0         | 2–3     |
| غزل المحلة         | 0–2    | 1–2   | 0–3                | 2–1      | 1–0  | 0–1    | —          | 1–2        | 2–1        | 2–0              | 1–1    | 0–3             | 0–0          | 0–0   | 0–2      | 0–2   | 3–2         | 2–1     |
| حرس الحدود         | 0–3    | 1–0   | 0–0                | 0–1      | 0–1  | 0–2    | 2–1        | —          | 2–0        | 2–2              | 0–0    | 0–2             | 2–1          | 0–0   | 0–1      | 0–0   | 2–3         | 0–3     |
| الإسماعيلي         | 0–1    | 1–1   | 1–1                | 3–1      | 3–1  | 0–0    | 1–1        | 1–0        | —          | 4–1              | 0–1    | 1–3             | 0–0          | 0–0   | 1–2      | 0–1   | 0–1         | 2–1     |
| الاتحاد السكندري   | 0–2    | 2–0   | 1–0                | 2–0      | 1–2  | 0–1    | 0–2        | 1–0        | 1–1        | —                | 1–2    | 0–0             | 0–0          | 1–0   | 1–2      | 3–1   | 3–1         | 0–0     |
| المصري             | 0–0    | 1–2   | 0–3                | 1–1      | 2–0  | 2–0    | 1–1        | 1–0        | 1–2        | 2–1              | —      | 2–2             | 0–0          | 1–2   | 0–0      | 0–1   | 1–0         | 3–2     |
| المقاولون العرب    | 1–4    | 1–0   | 2–1                | 0–1      | 3–2  | 0–0    | 1–1        | 3–2        | 2–2        | 0–0              | 0–0    | —               | 1–1          | 0–0   | 0–0      | 0–1   | 0–0         | 0–0     |
| البنك الأهلي       | 0–3    | 0–0   | 3–1                | 3–1      | 2–3  | 1–0    | 2–2        | 1–0        | 2–0        | 2–3              | 0–0    | 2–1             | —            | 1–1   | 2–1      | 2–2   | 2–0         | 0–1     |
| فاركو              | 1–2    | 0–0   | 1–1                | 1–1      | 0–1  | 2–3    | 3–1        | 1–0        | 1–1        | 3–2              | 0–3    | 2–1             | 1–0          | —     | 0–1      | 1–0   | 1–1         | 3–0     |
| بيراميدز           | 3–0    | 2–1   | 2–2                | 2–0      | 2–1  | 1–0    | 4–0        | 1–0        | 3–1        | 3–0              | 0–0    | 2–0             | 2–0          | 3–0   | —        | 5–2   | 4–2         | 0–0     |
| سموحة              | 0–2    | 1–2   | 2–2                | 4–3      | 2–1  | 1–1    | 0–0        | 3–0        | 1–3        | 0–2              | 1–1    | 0–0             | 1–1          | 0–2   | 1–2      | —     | 2–1         | 1–3     |
| طلائع الجيش        | 0–2    | 1–0   | 0–0                | 0–1      | 2–1  | 0–0    | 1–0        | 2–2        | 1–1        | 3–4              | 3–1    | 1–2             | 1–0          | 2–2   | 0–1      | 2–0   | —           | 0–4     |
| الزمالك            | 0–3    | 1–0   | 1–0                | 1–1      | 0–2  | 2–1    | 2–0        | 4–0        | 3–1        | 2–1              | 2–2    | 2–2             | 1–0          | 2–2   | 1–0      | 2–0   | 2–0         | —       |

## الأهداف والكروت

### الأهداف
| - مابولولو (16) - أحمد سيد زيزو (13) - محمد حمدي زكي (12) - أحمد الشيخ (11) - محمد شريف (11) - أحمد أمين أوفا (10) - فاجري لاكاي (10)      | - جوزيف أوتشايا - جون أوكولي - سمير فكري - كريم بامبو - محمد الشامي - مصطفى فتحي                                                             | - أحمد ياسر ريان - رزقي حمرون - رفيق كابو - علي معلول - محمد عبد اللطيف غريندو | - بنيامين برنارد بواتينج - حسام حسن عبد البديع - رمضان صبحي - سيف الدين الجزيري - فراس شواط - محمود كهربا - ياو أنور | - كريم طارق - محمد هلال - مروان حمدي - مروان محسن - مصطفى عبد الرؤوف زيكو | - إسلام عيسى - إلياس الجلاصي - أحمد عبد القادر - رشيد أحمد - عبد الرحمن جبنة | \| - إبراهيم عادل - ابراهيما نداي - إسلام محارب - أحمد بلحاج - أحمد سمير - أحمد عاطف - حسين الشحات - حسين فيصل - ديلسون كاموني - صديق أويجولا \| - صلاح محسن - علي فوزي - عمر فتحي - عمرو السولية - فخر الدين بن يوسف - محمد رضا بوبو - محمود علاء - محمود وادي - ناصر منسي - يوسف أسامة نبيه \| |
| - إبراهيم عادل - ابراهيما نداي - إسلام محارب - أحمد بلحاج - أحمد سمير - أحمد عاطف - حسين الشحات - حسين فيصل - ديلسون كاموني - صديق أويجولا | - صلاح محسن - علي فوزي - عمر فتحي - عمرو السولية - فخر الدين بن يوسف - محمد رضا بوبو - محمود علاء - محمود وادي - ناصر منسي - يوسف أسامة نبيه |                                                                                | |                                                                           |                                                                              | |

| - اسلام عطية - إمام عاشور - أحمد العجوز - أحمد أبو الفتوح - أحمد أيمن منصور - أحمد شريف - أحمد مودي - أحمد عيد - أحمد فيليكس - أحمد متعب - أحمد مدبولي - ألان كيامبادي - أليو ديانغ - باسم علي - باهر المحمدي - بركات حجاج - بول جوليوس - تشارلز إكبينيونغ - جابرييل أوروك - حازم مرسي - خالد صبحي - خالد متولي الغندور - رامي صبري - رجب نبيل - رزاق سيسيه - سيف تيكا | - شكري نجيب - شيكابالا - عبد الرحيم دغموم - عبد العزيز السيد - عبد الكبير الوادي - عبده يحيى - عمر السعيد - عمرو السيسي - عمرو قلاوة - غابرييل أوروك - فادي فريد - فانوم ألفريد - فرانك إتوجا - كريم حافظ - كريم فؤاد - ماليك إيفونا - مامادو نديوكو نياس - محمد حمدي شرف - محمد سالم - محمود صابر - محمود ممدوح - مصطفى سعد ميسي - مصطفى شلبي - معاذ الحناوي - ميدو جابر - وليد الكرتي |  |

| - احمد القرموطي - اسلام صلاح - العربي بدر - إبراهيم القاضي - إبراهيما كونيه - إسلام أبو سليمة - إسلام جابر - إيمانويل ديفيد - أحمد الشيخ - أحمد الصغيري - أحمد النادري - أحمد حكم - أحمد حمدي عبد القادر - أحمد خالد - أحمد رمضان بيكهام - أحمد عادل ميسي - أحمد عبد الرحمن زولا - أحمد علاء الدين - أحمد فؤاد - أحمد مصطفى السيد طاهر - أحمد يوسف - أكرم توفيق - أليا سيلا | - برونو سافيو - بلال السيد - بولان فوافي - جابر كامل - حاجي باري - حسام عرفات - حمدي فتحي - خالد سطوحي - زياد كمال - سامسون أكينيولا - سعيدو سيمبوري - سيد نيمار - شادي حسين - شريف رضا - عبد الرحمن عاطف - عبد الرحمن مجدي - عبد الله السعيد - عبد الله بكري - عبد الله مجدي - عبد الله نصيب - علي بهيج - علي جبر - علي زعزع | - علي محمد الزهدي - عماد حمدي - عمار حمدي - عمر بسام - عمرو السعداوي - غنام محمد - كريستوفر جون - كريم الطيب - كريم نيدفيد - كينغسلاي سوكاري - لؤي وائل - مالك بعيو - محمد الجباس - محمد الصباحي - محمد دبش - محمد شحاتة - محمد شكري - محمد عادل - محمد عبد العاطي - محمد عبد الغني - محمد فاروق - محمد فتح الله - محمد فتحي | - محمد مخلوف - محمد المرسي - محمد مصطفي ميدو - محمد ناجي - محمد هاشم - محمود الشبراوي - محمود بن والي - محمود حمدي الونش - محمود سيد - محمود شبانة - محمود عبد الحليم - محمود متولي - مروان داوود - مروان عطية - مصطفى الخواجة - مصطفى العش - مصطفى دويدار - مصطفى صبحي - مهند لاشين - موسى دياوارا - مؤمن عاطف - ناصر ماهر - ياسر إبراهيم |

### الكروت الصفراء والحمراء

#### الإنذارات
| - اسلام صلاح - الهاني سليمان - ايهاب سمير - إبراهيم القاضي - إلياس الجلاصي - أحمد النادري - أحمد فيليكس - أحمد ياسين - بنيامين برنارد بواتينج - خالد صبحي - رمضان صبحي - عبد الله بكري | - فاجري لاكاي - فلانتين أودو - كريم نيدفيد - محمد الشيبي - محمد بازوكا - محمد هاشم - محمد هلال - محمود الجزار - محمود بن والي - مروان عطية - هشام صلاح |

| - إسلام أبو سليمة - أحمد جمال - أحمد خليل كالوشا - أحمد فتحي - أحمد مدبولي - أحمد ياسر - أسامة جلال - أيمن الصفاقسي - بول جوليوس - حاتم محمد سكر - حسام عبد المجيد - حمدي علاء - حمزة المثلوثي - خالد سطوحي | - خالد عبد الفتاح - رضا السيد - سمير فكري - صالح جمعة - عبد الرحمن شيكا - عبد الرحيم دغموم - عبد الله مجدي - علي حمدي - علي فوزي - عماد حمدي - عمرو موسى - فراس شواط - كريم عرفات - كريم يحيى | - كينغسلاي سوكاري - مابولولو - محمد إبراهيم - محمد أبو جبل - محمد شكري - محمد صادق - محمد عبد اللطيف غريندو - محمود رزق - محمود متولي - مصطفى العش - مؤمن عاطف - ميدو جابر - نبيل عماد |

| - اريك سيرج - إسلام جابر - إسلام محارب - أحمد العجوز - أحمد بلحاج - أحمد حكم - أحمد حواش - أحمد سمير - أحمد شوشة - أحمد مودي - أحمد عماد - أحمد فتحي كاستيلو - أحمد فوزي - أحمد محمد فؤاد - أحمد سيد زيزو - أسامة الجزار - أسامة فيصل - أمير مدحت - باسم علي - باسم مرسي - بلال السيد - جيفرسون إينكادا | - حامد خالد الجابري - حسام حسن عبد البديع - حسن علي - حسين فيصل - حمدي النقاز - حمدي فتحي - خالد سامي - خالد قمر - خالد متولي الغندور - سيف تيكا - شكري نجيب - عبد الرحمن عاطف - عبد الرحمن عماد - علي فتحي - عماد ميهوب - عمرو حسام - عمرو قلاوة - غنام محمد - كريم بامبو - كريم حافظ - كمال أبو الفتوح - لويس إدوارد | - ماليك إيفونا - مامادو نديوكو نياس - محمد أشرف روقا - محمد دبش - محمد دياب - محمد رزق - محمد صالح - محمد عادل - محمد فاروق - محمد فتح الله - محمد متولي كناريا - محمد المرسي - محمد نادي - محمد ناصر - محمد هاني - محمود عبد الحليم - مصطفى الخواجة - مصطفى إبراهيم - مصطفى شلبي - مصطفي فوزي - مؤمن عوض - ياو أنور |

| - اسلام عطية - العربي بدر - إبراهيم توريه - إبراهيم عادل - أحمد الشيخ - أحمد الشيمي - أحمد الصغيري - أحمد أبو الفتوح - أحمد خالد - أحمد سامي - أحمد سعيد محمد - أحمد سيد عبد النبي - أحمد شداد - أحمد شديد قناوي - أحمد عادل عبد المنعم - أحمد عوض - أحمد عيد - أحمد متعب - أحمد هاني - أليا سيلا - أليو ديانغ - أمير عابد - أوستين أموتو | - تشارلز إكبينيونغ - جابرييل أوروك - جوزيف أوتشايا - جوستيك أرثر - حازم مرسي - حسام عرفات - حسن مجدي - خالد رضا - ديلسون كاموني - رامي ربيعة - رجب عمران - رفيق كابو - زياد طارق - سامسون أكينيولا - سعيدو سيمبوري - سيف فاروق جعفر - شيكابالا - صديق أويجولا - صلاح محسن - عاصم صلاح - عبد الرحمن جبنة - عبد الرحمن مجدي - عبد العزيز البلعوطي | - عبد العزيز السيد - عبد الغني محمد - عبد الكبير الوادي - عبد الله السعيد - عبده يحيى - عزمي غومة - عصام صبحي - علي الفيل - علي زعزع - عماد السيد - عمر السعيد - عمر الوحش - عمر صلاح - عمر كمال - عمرو السعداوي - غريب ياسر غريب - فادي فريد - فراس عيفية - كريستوفر جون - كريم حلاوة - كريم فؤاد - محمد الشامي - محمد الشناوي | - محمد إسماعيل حامد - محمد بسيوني - محمد توني - محمد جابر - محمد حمدي - محمد حمدي شرف - محمد رضا بوبو - محمد سعيد - محمد سعيد شيكا - محمد سمير - محمد شعبان محمود - محمد عبد السميع - محمد عبد العاطي - محمد عواد - محمد فتحي - محمد نجيب - محمد نصر - محمد هاني حوزين - محمود الشبراوي - محمود جنش - محمود حمادة - محمود شعبان - محمود عبد العاطي دونجا | - محمود عبد العزيز - محمود قاعود - محمود كهربا - محمود ممدوح - محمود نبيل - محمود وادي - مروان حمدي - مروان داوود - مروان مجدي - مصطفى الزناري - مصطفى جمال - مصطفى دويدار - مصطفى صبحي - مصطفى عبد الرؤوف زيكو - مهدي سليمان - مودي ناصر - موسى دياوارا - مؤمن راضي - هشام بلحة - وليد الكرتي - وليد علي فرج - ياسر إبراهيم |

##### إنذار
| - احمد القرموطي - السيد الشبراوي - الصباحي عماد - إبراهيم أيولا - إبراهيم عايش - إسلام جمال فؤاد - إسلام جمال سليمان - إسلام عيسى - إمام عاشور - إيمانويل ديفيد - أبو بكر ليادي - أحمد السعدني - أحمد الشناوي - أحمد العش - أحمد أشرف أحمد - أحمد أيمن - أحمد ثابت داهش | - أحمد حمودي - أحمد داوودا - أحمد صبيحة - أحمد عادل ميسي - أحمد عامر - أحمد عبد الرحمن زولا - أحمد عبد الرحيم إيشو - أحمد عبد الرسول - أحمد عبد القادر - أحمد عيد - أحمد قاسم - أحمد محسن - أحمد مسعود - أحمد مصطفى السيد طاهر - أحمد ياسر ريان - أكينادي موسيس إيبوكون - أنتوني أوكبوتو | - برونو سافيو - بولان فوافي - بيرسي تاو - جرجس مجدي - جون أوكولي - جون أوكويي إيبوكا - حسام جريشة - حسين رجب - رأفت خليل - رزقي حمرون - رضا البرجيجي - زكرياء الوردي - زياد كمال - ساليسو مبارك - سيد نيمار - شادي حسين - شريف رضا | - صلاح ريكو - طارق علاء - طاهر محمد طاهر - عبد الرحمن البانوبي - عبد الرحمن بودي - عبد الرحمن سمير - عبد العزيز موسى - عبد الله أوچيفيني - عبد الله جمعة - عبد الله نصيب - عبد الله ياسين - عبد الناصر محمد - عصام ثروت - علي الزاهدي - عمار حمدي - عمر الساعي - عمر بسام | - عمر جابر - عمر رضوان - عمرو السولية - عمرو السيسي - عمرو جمال - عمرو شعبان - فانوم ألفريد - فخر الدين بن يوسف - فرانك إتوجا - فهد جمعة - فوزي الحناوي - كريم الطيب - كريم العراقي - كريم عماد - كريم مصطفى - كليتشي شيمزي | - محمد الصباحي - محمد الضاوي - محمد الفيومي - محمد أشرف بكري - محمد بيومي محمد - محمد حسام - محمد رضا - محمد رمضان - محمد سالم - محمد طارق - محمد عصام - محمد عنتر - محمد فارس - محمد فتح الله كماتشو - محمد فوزي - محمد فوزي | - محمد فؤاد عبد الحميد - محمد مجدي قفشه - محمد مجلي - محمد محمود - محمد مخلوف - محمد مصطفي ميدو - محمد مغربي - محمود ابو جودة - محمود الحضري - محمود أبو السعود - محمود جاد - محمود سيد - محمود صابر - محمود علاء القطامي - مدحت فقوسة - مروان صحراوي | - مروان محسن - مصطفى اسامة - مصطفى البدري - مصطفى سعد ميسي - مصطفى عبد الرسول - مصطفى محمود عناني - مؤمن عبد ربه - ميدو مصطفى - ناصر ماهر - ناصر ناصر - هشام حافظ - وجيه عبد الحكيم - ياسين مرعي - يوسف أسامة نبيه - يوسف أوباما - يوسف لبيب |

#### الطرود
| - أحمد أمين أوفا - سعد سمير - محمد حسن عبد الحفيظ - محمود علاء - محمود الجزار - إسلام جمال فؤاد     | \| - أحمد يوسف - إيميكا ايزي - فريد شوقي - جابر كامل - دوكو دودو - عمر فتحي - مورو ساليفو - أحمد توفيق \| - علي جبر - محمود طلعت - محمود مرعي عبد الفضيل - مصطفى شكشك - ناصر منسي - ايهاب سمير - أحمد ياسين - عبد الله بكري \| - كريم نيدفيد - محمد هاشم - هشام صلاح - إسلام أبو سليمة - أحمد ياسر - أسامة جلال - أيمن الصفاقسي - بول جوليوس \| - حاتم محمد سكر - خالد سطوحي - عبد الله مجدي - عمرو موسى - خالد متولي الغندور - علي فتحي - مصطفى الخواجة - مصطفى إبراهيم \| - أحمد سامي - جوستيك أرثر - خالد رضا - عبد العزيز السيد - عبد الله السعيد - علي الفيل - عمر كمال - محمد الشناوي \| - محمد سمير - مروان حمدي - مصطفى جمال - وليد الكرتي - وليد علي فرج - أحمد عبد الرسول - طاهر محمد طاهر - فهد جمعة \| - كليتشي شيمزي - محمد عنتر - محمود جاد - أحمد بهاء - بركات حجاج - رامي صبري - محمد شيكا - محمود شبانة \| | | | | | |
| - أحمد يوسف - إيميكا ايزي - فريد شوقي - جابر كامل - دوكو دودو - عمر فتحي - مورو ساليفو - أحمد توفيق | - علي جبر - محمود طلعت - محمود مرعي عبد الفضيل - مصطفى شكشك - ناصر منسي - ايهاب سمير - أحمد ياسين - عبد الله بكري | - كريم نيدفيد - محمد هاشم - هشام صلاح - إسلام أبو سليمة - أحمد ياسر - أسامة جلال - أيمن الصفاقسي - بول جوليوس | - حاتم محمد سكر - خالد سطوحي - عبد الله مجدي - عمرو موسى - خالد متولي الغندور - علي فتحي - مصطفى الخواجة - مصطفى إبراهيم | - أحمد سامي - جوستيك أرثر - خالد رضا - عبد العزيز السيد - عبد الله السعيد - علي الفيل - عمر كمال - محمد الشناوي | - محمد سمير - مروان حمدي - مصطفى جمال - وليد الكرتي - وليد علي فرج - أحمد عبد الرسول - طاهر محمد طاهر - فهد جمعة | - كليتشي شيمزي - محمد عنتر - محمود جاد - أحمد بهاء - بركات حجاج - رامي صبري - محمد شيكا - محمود شبانة |